# Alain Grenouille
Alain Grenouille né le 3 décembre 1952 à Paris et mort le 23 mai 1972 à Poissy est un jeune criminel français, auteur avec un complice mineur d'une cavale meurtrière durant l'été 1971.

## Biographie
Second d'une fratrie de neuf enfants, Grenouille grandit dans un milieu modeste à Cormeilles-en-Parisis. Quittant l'école à 13 ans, il s'enfonce dans la délinquance, séjourne en maison de correction et échoue bientôt en prison.
Libéré le 29 juin 1971, il se lance le mois suivant dans une cavale meurtrière en compagnie de Robert C., un mineur de 16 ans. Enchaînant les vols de véhicules et armés de carabines, les deux acolytes sèment sur leur route mort et désolation. Le 28 juillet, ils tuent à Villennes-sur-Seine un ouvrier de Simca-Chrysler âgé de 49 ans. Le 30, ils blessent par balle un mécanicien rue d'Aligre à Paris, un garde-forestier à Saint-Germain-en-Laye et une femme de 52 ans à Cormeilles-en-Parisis. Le 31, un employé de station-service de 18 ans est mortellement blessé à Belleville-sur-Saône.
Arrêtés le 2 août après un accident de voiture dont ils sortent indemnes, les deux jeunes gens passent aux aveux, expliquant avoir voulu se « venger de cette vacherie de société ». Grenouille, que la presse qualifie de cynique et désinvolte, est inculpé de meurtres et tentatives de meurtre, et Robert C. de complicité. On les compare aux personnages d'Orange mécanique. Le réalisateur belge Boris Szulzinger tire de leur cavale meurtrière un film, Les Tueurs fous, qui sort en salles en 1972.
Le 23 mai 1972, lors d'une reconstitution organisée à Villennes-sur-Seine, Grenouille est poignardé à mort par le fils d'une de ses victimes, qui s'était mêlé à l'assistance. Jeune marié sérieux et travailleur, son meurtrier bénéficie immédiatement de la sympathie d'une partie de l'opinion publique qui réclame sa remise en liberté, puis son acquittement. La cour d'assises des Yvelines le condamne le 15 octobre 1975 à une peine de principe : deux ans avec sursis.
Jugé par la cour d'assises des mineurs des Yvelines, Robert C. est quant à lui condamné le 23 octobre 1974 à une peine de vingt années d'emprisonnement. 